# 털기 아니면 죽기: 제한시간 30분
《털기 아니면 죽기: 제한시간 30분》(영어: 30 Minutes or Less)은 2011년에 개봉한 미국의 액션 코미디 영화로, 루빈 플라이셔가 감독을 맡았으며, 제시 아이젠버그, 대니 맥브라이드, 아지즈 안사리, 닉 스워드슨 등이 출연했다. 컬럼비아 픽처스가 제작하고, 미디어 라이츠 캐피털이 투자하였다.

## 줄거리
피자 배달원 닉은 가게 방침인 30분 내 배달("30 Minutes or Less")을 거의 늘 달성하지 못한다.
한편 드웨인과 트래비스는 10여 년 전 복권 천만 달러에 당첨된 드웨인의 아버지 제리에게 매일 부려먹히고 있다. 둘은 제리를 죽일 청부 살인 업자를 고용할 돈을 벌기 위해 피자를 시킨 뒤 배달 온 닉을 기절시키고 폭탄이 장착된 조끼를 입힌다.
드웨인과 트래비스가 10시간 내에 10만 달러를 대령하지 못하거나 경찰에 알리면 폭탄을 터트리겠다고 하자 닉은 친구인 교사 쳇의 도움을 받아 은행을 터는데...

## 출연
- 제시 아이젠버그 - 닉 데이비스 역
- 대니 맥브라이드 - 드웨인 "킹 드웨인" 미카울스키 역
- 아지즈 안사리 - 쳇 플래닝 역
- 닉 스워드슨 - 트래비스 코드 역
- 딜샤드 바드사리아 - 케이트 플래닝 역
- 마이클 페냐 - 차고, 청부 살인 업자 역
- 비앙카 카일릭 - 주시 역
- 프레드 워드 - 제리 "소령" 미카울스키 역
- 브렛 겔먼 - 크리스, 닉의 피자 가게 사장 역
- 리베카 콕스 - 샌드라 역
- 릭 어윈 - 마크, 은행 점장 역
- 토리 애드킨스 - 은행에서 총 맞은 사내 역